# FA Cup 2008/09
De FA Cup 2008-2009 was de 128ste editie van de oudste bekercompetitie van de wereld, de Engelse FA Cup. Deze bekercompetitie is een toernooi voor voetbalclubs.
De titelhouder is Portsmouth FC, dat in 2007-2008 in de finale met 1-0 won van Cardiff City. De competitie startte op 16 augustus 2008 met de extra voorronde en eindigde op 30 mei 2009 met de finale in het Wembley-stadion. In de voorronden werd bepaald welke non-League-clubs (ploegen van buiten de hoogste vier afdelingen) in de eerste ronde mochten deelnemen. Deze eerste ronde vond plaats op 8 november.

## Speeldata
| Ronde                | Weekend van               |
| -------------------- | ------------------------- |
| Extra voorronde      | 16 augustus               |
| Voorronde            | 30 augustus               |
| 1e kwalificatieronde | 13 september              |
| 2e kwalificatieronde | 27 september              |
| 3e kwalificatieronde | 11 oktober                |
| 4e kwalificatieronde | 25 oktober                |
| 1e ronde             | 8 november                |
| 2e ronde             | 29 november               |
| 3e ronde             | 3 januari 2009            |
| 4e ronde             | 24 januari 2009           |
| 5e ronde             | 14 februari 2009          |
| Kwartfinale          | 7 maart 2009              |
| Halve Finale         | 18 april en 19 april 2009 |
| Finale               | 30 mei 2009               |

## Eerste ronde
De wedstrijden in de eerste ronde werden gespeeld op 8 november 2008
| #      | Thuis                  | Uitslag | Bezoekers              | Toeschouwers |
| ------ | ---------------------- | ------- | ---------------------- | ------------ |
| 1      | Colchester United      | 0 – 1   | Leyton Orient          | 4.600        |
| 2      | Havant & Waterlooville | 1 – 3   | Brentford              | 1.631        |
| 3      | Blyth Spartans         | 3 – 1   | Shrewsbury Town        | 2.742        |
| 4      | Sutton United          | 0 – 1   | Notts County           | 2.041        |
| 5      | Torquay United         | 2 – 0   | Evesham United         | 2.275        |
| 6      | Oxford United          | 0 – 0   | Dorchester Town        | 3.196        |
| replay | Dorchester Town        | 1 – 3   | Oxford United          | 1.474        |
| 7      | Bury                   | 0 – 1   | Gillingham             | 2.161        |
| 8      | AFC Wimbledon          | 1 – 4   | Wycombe Wanderers      | 4.528        |
| 9      | Chester City           | 0 – 3   | Millwall               | 1.932        |
| 10     | Carlisle United        | 1 – 1   | Grays Athletic         | 3.921        |
| replay | Grays Athletic         | 0 – 2   | Carlisle United        | 1.217        |
| 11     | Team Bath              | 0 – 1   | Forest Green Rovers    | 906          |
| 12     | Eastbourne Borough     | 0 – 0   | Barrow                 | 1.216        |
| replay | Barrow                 | 4 – 0   | Eastbourne Borough     | 2.131        |
| 13     | AFC Hornchurch         | 0 – 1   | Peterborough United    | 3.000        |
| 14     | Yeovil Town            | 1 – 1   | Stockport County       | 3.582        |
| replay | Stockport County       | 5 – 0   | Yeovil Town            | 3.260        |
| 15     | Leiston                | 0 – 0   | Fleetwood Town         | 1.250        |
| replay | Fleetwood Town         | 2 – 0   | Leiston                | 2.010        |
| 16     | Accrington Stanley     | 0 – 0   | Tranmere Rovers        | 2.126        |
| replay | Tranmere Rovers        | 1 – 0   | Accrington Stanley     | 2.560        |
| 17     | Walsall                | 1 – 3   | Scunthorpe United      | 2.318        |
| 18     | AFC Bournemouth        | 1 – 0   | Bristol Rovers         | 3.935        |
| 19     | Brighton & Hove Albion | 3 – 3   | Hartlepool United      | 2.545        |
| replay | Hartlepool United      | 2 – 1   | Brighton & Hove Albion | 3.288        |
| 20     | Aldershot Town         | 1 – 1   | Rotherham United       | 2.632        |
| replay | Rotherham United       | 0 – 3   | Aldershot Town         | 2.431        |

| #                                        | Thuis                  | Uitslag | Bezoekers            | Toeschouwers |
| ---------------------------------------- | ---------------------- | ------- | -------------------- | ------------ |
| 21                                       | Morecambe              | 2 – 1   | Grimsby Town         | 1.713        |
| 22                                       | Huddersfield Town      | 3 – 4   | Port Vale            | 6.942        |
| 23                                       | Alfreton Town          | 4 – 2   | Bury Town            | 1.060        |
| 24                                       | Kidderminster Harriers | 1 – 0   | Cambridge United     | 1.717        |
| 25                                       | Leicester City         | 3 – 0   | Stevenage Borough    | 7.586        |
| 26                                       | Milton Keynes Dons     | 1 – 2   | Bradford City        | 5.542        |
| 27                                       | Darlington             | 0 – 0   | Droylsden            | 2.479        |
| replay                                   | Droylsden              | 1 – 0   | Darlington           | 1.672        |
| 28                                       | Chesterfield           | 3 – 1   | Mansfield Town       | 6.612        |
| 29                                       | AFC Telford United     | 2 – 2   | Southend United      | 3.631        |
| replay                                   | Southend United        | 2 – 0   | AFC Telford United   | 4.415        |
| 30                                       | Curzon Ashton          | 3 – 2   | Exeter City          | 1.259        |
| 31                                       | Histon                 | 1 – 0   | Swindon Town         | 1.541        |
| 32                                       | Kettering Town         | 1 – 1   | Lincoln City         | 3.314        |
| replay                                   | Lincoln City           | 1 – 2   | Kettering Town       | 3.953        |
| 33                                       | Barnet                 | 1 – 1   | Rochdale             | 1.782        |
| replay                                   | Rochdale               | 3 – 2   | Barnet               | 2.339        |
| 34                                       | Hereford United        | 0 – 0   | Dagenham & Redbridge | 1.825        |
| replay                                   | Dagenham & Redbridge   | 2 – 1   | Hereford United      | 1.409        |
| 35                                       | Cheltenham Town        | 2 – 2   | Oldham Athletic      | 2.585        |
| replay                                   | Oldham Athletic        | 0 – 1   | Cheltenham Town      | 2.552        |
| 36                                       | Luton Town             | 0 – 0   | Altrincham           | 3.200        |
| replay                                   | Altrincham             | 0 – 0   | Luton Town           | 2.397        |
| Luton Town wint met 4-2 na strafschoppen |                        |         |                      |              |
| 37                                       | Crewe Alexandra        | 1 – 0   | Ebbsfleet United     | 2.593        |
| 38                                       | Eastwood Town          | 2 – 1   | Brackley Town        | 960          |
| 39                                       | Leeds United           | 1 – 1   | Northampton Town     | 9.531        |
| replay                                   | Northampton Town       | 2 – 5   | Leeds United         | 3.960        |
| 40                                       | Harlow Town            | 0 – 2   | Macclesfield Town    | 2.149        |

## Tweede ronde
De wedstrijden van de tweede ronde werden gespeeld op 29 november 2008
| #       | Thuis                  | Uitslag | Bezoekers            | Toeschouwers |
| ------- | ---------------------- | ------- | -------------------- | ------------ |
| 1†      | Chesterfield           | 2 – 2   | Droylsden ‡‡         | 5.698        |
| replay‡ | Droylsden ‡‡           | 0 – 3   | Chesterfield         | 2.824        |
| 2       | Peterborough United    | 0 – 0   | Tranmere Rovers      | 5.980        |
| replay  | Tranmere Rovers        | 1 – 2   | Peterborough United  | 3.139        |
| 3       | Eastwood Town          | 2 – 0   | Wycombe Wanderers    | 1.955        |
| 4       | Notts County           | 1 – 1   | Kettering Town       | 4.451        |
| replay  | Kettering Town         | 2 – 1   | Notts County         | 3.019        |
| 5       | Leicester City         | 3 – 2   | Dagenham & Redbridge | 7.791        |
| 6       | Barrow                 | 2 – 1   | Brentford            | 3.532        |
| 7       | Bradford City          | 1 – 2   | Leyton Orient        | 5.065        |
| 8       | Southend United        | 3 – 1   | Luton Town           | 4.111        |
| 9       | Forest Green Rovers    | 2 – 0   | Rochdale             | 1.715        |
| 10      | Histon                 | 1 – 0   | Leeds United         | 4.103        |
| 11      | Scunthorpe United      | 4 – 0   | Alfreton Town        | 4.249        |
| 12      | Torquay United         | 2 – 0   | Oxford United        | 2.647        |
| 13      | Fleetwood Town         | 2 – 3   | Hartlepool United    | 3.280        |
| 14      | Morecambe              | 2 – 3   | Cheltenham Town      | 1.758        |
| 15      | Gillingham             | 0 – 0   | Stockport County     | 4.419        |
| replay  | Stockport County       | 1 – 2   | Gillingham           | 3.329        |
| 16      | Millwall               | 3 – 0   | Aldershot Town       | 6.159        |
| 17      | Carlisle United        | 0 – 2   | Crewe Alexandra      | 2.755        |
| 18      | AFC Bournemouth        | 0 – 0   | Blyth Spartans       | 4.165        |
| replay  | Blyth Spartans         | 1 – 0   | AFC Bournemouth      | 4.040        |
| 19      | Kidderminster Harriers | 2 – 0   | Curzon Ashton        | 2.070        |
| 20      | Port Vale              | 1 – 3   | Macclesfield Town    | 4.684        |

† Droylsdens eerste wedstrijd tegen Chesterfield werd na 45 minuten gestaakt ivm de dikke mist

‡ Chesterfields eerste wedstrijd tegen Droylsden werd na 72 minuten gestaakt nadat de lichtmasten waren uitgevallen
‡‡ Droylsden is uitgesloten van verdere deelname omdat zij een niet-speelgerechtigde speler had opgesteld

## Derde ronde
De wedstrijden in de derde ronde werden gespeeld van 3 tot en met 14 januari 2009
| #      | Thuis                | Uitslag | Bezoekers               | Toeschouwers |
| ------ | -------------------- | ------- | ----------------------- | ------------ |
| 1      | Portsmouth           | 0 – 0   | Bristol City            | 14.446       |
| replay | Bristol City         | 0 – 2   | Portsmouth              | 14.302       |
| 2      | Sheffield Wednesday  | 1 – 2   | Fulham                  | 18.377       |
| 3      | Preston North End    | 0 – 2   | Liverpool               | 23.046       |
| 4      | Birmingham City      | 0 – 2   | Wolverhampton Wanderers | 22.232       |
| 5      | West Ham United      | 3 – 0   | Barnsley                | 28.869       |
| 6      | Middlesbrough        | 2 – 1   | Barrow                  | 25.132       |
| 7      | Hull City            | 0 – 0   | Newcastle United        | 20.557       |
| replay | Newcastle United     | 0 – 1   | Hull City               | 31.380       |
| 8      | Hartlepool United    | 2 – 0   | Stoke City              | 5.367        |
| 9      | Chelsea              | 1 – 1   | Southend United         | 41.090       |
| replay | Southend United      | 1 – 4   | Chelsea                 | 11.314       |
| 10     | Manchester City      | 0 – 3   | Nottingham Forest       | 31.869       |
| 11     | Cardiff City         | 2 – 0   | Reading                 | 12.448       |
| 12     | Ipswich Town         | 3 – 0   | Chesterfield            | 12.524       |
| 13     | Charlton Athletic    | 1 – 1   | Norwich City            | 12.615       |
| replay | Norwich City         | 0 – 1   | Charlton Athletic       | 13.997       |
| 14     | West Bromwich Albion | 1 – 1   | Peterborough United     | 18.659       |
| replay | Peterborough United  | 0 – 2   | West Bromwich Albion    | 10.735       |
| 15     | Torquay United       | 1 – 0   | Blackpool               | 3.654        |
| 16     | Leyton Orient        | 1 – 4   | Sheffield United        | 4.527        |
| 17     | Southampton          | 0 – 3   | Manchester United       | 31.901       |
| 18     | Millwall             | 2 – 2   | Crewe Alexandra         | 5.754        |
| replay | Crewe Alexandra      | 2 – 3   | Millwall                | 3.060        |
| 19     | Histon               | 1 – 2   | Swansea City            | 2.821        |
| 20     | Forest Green Rovers  | 3 – 4   | Derby County            | 4.836        |
| 21     | Queens Park Rangers  | 0 – 0   | Burnley                 | 8.896        |
| replay | Burnley              | 2 – 1   | Queens Park Rangers     | 3.760        |
| 22     | Leicester City       | 0 – 0   | Crystal Palace          | 15.976       |
| replay | Crystal Palace       | 2 – 1   | Leicester City          | 6.023        |
| 23     | Tottenham Hotspur    | 3 – 1   | Wigan Athletic          | 34.040       |
| 24     | Cheltenham Town      | 0 – 0   | Doncaster Rovers        | 4.417        |
| replay | Doncaster Rovers     | 3 – 0   | Cheltenham Town         | 5.345        |
| 25     | Arsenal              | 3 – 1   | Plymouth Argyle         | 59.424       |
| 26     | Kettering Town       | 2 – 1   | Eastwood Town           | 5.090        |
| 27     | Blyth Spartans       | 0 – 1   | Blackburn Rovers        | 3.445        |
| 28     | Macclesfield Town    | 0 – 1   | Everton                 | 6.008        |
| 29     | Watford              | 1 – 0   | Scunthorpe United       | 8.690        |
| 30     | Sunderland           | 2 – 1   | Bolton Wanderers        | 20.685       |
| 31     | Coventry City        | 2 – 0   | Kidderminster Harriers  | 13.652       |
| 32     | Gillingham           | 1 – 2   | Aston Villa             | 10.107       |

## Vierde ronde
De wedstrijden in de vierde ronde werden gespeeld op 24 en 25 januari 2009
| #      | Thuis                   | Uitslag | Bezoekers            | Toeschouwers |
| ------ | ----------------------- | ------- | -------------------- | ------------ |
| 1      | Liverpool               | 1 – 1   | Everton              | 43.524       |
| replay | Everton                 | 1 – 0†  | Liverpool            | 37.918       |
| 2      | Manchester United       | 2 – 1   | Tottenham Hotspur    | 75.014       |
| 3      | Hull City               | 2 – 0   | Millwall             | 18.639       |
| 4      | Sunderland              | 0 – 0   | Blackburn Rovers     | 22.634       |
| replay | Blackburn Rovers        | 2 – 1†  | Sunderland           | 10.112       |
| 5      | Hartlepool United       | 0 – 2   | West Ham United      | 6.849        |
| 6      | Sheffield United        | 2 – 1   | Charlton Athletic    | 15.957       |
| 7      | Cardiff City            | 0 – 0   | Arsenal              | 20.079       |
| replay | Arsenal                 | 4 – 0   | Cardiff City         | 57.237       |
| 8      | Portsmouth              | 0 – 2   | Swansea City         | 17.357       |
| 9      | Chelsea                 | 3 – 1   | Ipswich Town         | 41.137       |
| 10     | Doncaster Rovers        | 0 – 0   | Aston Villa          | 13.517       |
| replay | Aston Villa             | 3 – 1   | Doncaster Rovers     | 24.203       |
| 11     | West Bromwich Albion    | 2 – 2   | Burnley              | 18.294       |
| replay | Burnley                 | 3 – 1   | West Bromwich Albion | 6.635        |
| 12     | Torquay United          | 0 – 1   | Coventry City        | 6.018        |
| 13     | Kettering Town          | 2 – 4   | Fulham               | 5.406        |
| 14     | Watford                 | 4 – 3   | Crystal Palace       | 10.006       |
| 15     | Derby County            | 1 – 1   | Nottingham Forest    | 32.035       |
| replay | Nottingham Forest       | 2 – 3   | Derby County         | 29.001       |
| 16     | Wolverhampton Wanderers | 1 – 2   | Middlesbrough        | 18.013       |

† – na verlening

## Vijfde ronde
De loting voor de vijfde Ronde vond plaats op 15 januari 2009. De wedstrijden in de vijfde ronde worden gespeeld in het weekend van 15 februari 2009, met de uitzondering van Arsenal of Cardiff City tegen Burnley, nadat de replay in de vierde Ronde werd afgelast vanwege de sneeuw. Als Cardiff City wint wordt de wedstrijd gespeeld op woensdag 25 februari; als Arsenal doorgaat wordt de wedstrijd gespeeld op zaterdag 7 of zondag 8 maart 2009
| #      | Thuis            | Uitslag | Bezoekers         | Toeschouwers |
| ------ | ---------------- | ------- | ----------------- | ------------ |
| 1      | Sheffield United | 1 – 1   | Hull City         | 22.283       |
| replay | Hull City        | 2 – 1   | Sheffield United  | 17.239       |
| 2      | Watford          | 1 – 3   | Chelsea           | 16.851       |
| 3      | West Ham United  | 1 – 1   | Middlesbrough     | 33.658       |
| replay | Middlesbrough    | 2 – 0   | West Ham United   | 15.602       |
| 4      | Blackburn Rovers | 2 – 2   | Coventry City     | 15.053       |
| replay | Coventry City    | 1 – 0   | Blackburn Rovers  | 22.793       |
| 5      | Derby County     | 1 – 4   | Manchester United | 32.103       |
| 6      | Swansea City     | 1 – 1   | Fulham            | 16.573       |
| replay | Fulham           | 2 – 1   | Swansea City      | 12.316       |
| 7      | Everton          | 3 – 1   | Aston Villa       | 35.439       |
| 8      | Arsenal          | 3 – 0   | Burnley           | 57.454       |

## Zesde ronde
De wedstrijden in de zesde ronde worden gespeeld in het weekend van 7 maart 2009, met de uitzondering van de winnaar van Arsenal of Burnley, en Sheffield United of Hull City, dat later zal worden gespeeld omdat Arsenal Cardiff versloeg in hun uitgestelde replay in de vierde ronde.
|                        |               |                     |         |                                                                          |
| 7 maart 2009 12:30 GMT | Coventry City | 0 – 2               | Chelsea | Ricoh Arena, Coventry Toeschouwers: 31.407 Scheidsrechter: Steve Bennett |
| 7 maart 2009 12:30 GMT |               | Drogba 15' Alex 72' |         | Ricoh Arena, Coventry Toeschouwers: 31.407 Scheidsrechter: Steve Bennett |

|                        |        |                                   |                   |                                                                       |
| 7 maart 2009 17:15 GMT | Fulham | 0 – 4                             | Manchester United | Craven Cottage, Londen Toeschouwers: 24.662 Scheidsrechter: Mike Dean |
| 7 maart 2009 17:15 GMT |        | Tévez 20' 35' Rooney 50' Park 81' |                   | Craven Cottage, Londen Toeschouwers: 24.662 Scheidsrechter: Mike Dean |

|                         |                           |       |            |                                                                          |
| 17 maart 2009 19:45 GMT | Arsenal                   | 2 – 1 | Hull City  | Emirates Stadium, Londen Toeschouwers: 55.641 Scheidsrechter: Mike Riley |
| 17 maart 2009 19:45 GMT | van Persie 74' Gallas 84' |       | Barmby 12' | Emirates Stadium, Londen Toeschouwers: 55.641 Scheidsrechter: Mike Riley |

|                        |                       |       |               |                                                                           |
| 8 maart 1998 16:00 GMT | Everton               | 2 – 1 | Middlesbrough | Goodison Park, Liverpool Toeschouwers: 37.856 Scheidsrechter: Mark Halsey |
| 8 maart 1998 16:00 GMT | Fellaini 50' Saha 56' |       | Wheater 44'   | Goodison Park, Liverpool Toeschouwers: 37.856 Scheidsrechter: Mark Halsey |

## Halve finale
De halve finales worden op zaterdag 18 en zondag 19 april 2009 gespeeld in het Wembley Stadium
|                         |             |         |                        |                                                                              |
| 18 april 2009 17:15 GMT | Arsenal     | 1 – 2   | Chelsea                | Wembley Stadium, Londen Toeschouwers: 88.103 Scheidsrechter: Martin Atkinson |
| 18 april 2009 17:15 GMT | Walcott 18' | Verslag | Malouda 33' Drogba 84' | Wembley Stadium, Londen Toeschouwers: 88.103 Scheidsrechter: Martin Atkinson |

|                         |                   |       |         |                                                                         |
| 19 april 2009 16:00 GMT | Manchester United | 0 – 0 | Everton | Wembley Stadium, Londen Toeschouwers: 88.141 Scheidsrechter: Mike Riley |
| 19 april 2009 16:00 GMT |                   |       |         | Wembley Stadium, Londen Toeschouwers: 88.141 Scheidsrechter: Mike Riley |

|                                   |       | strafschoppen                             |  |
| Berbatov Ferdinand Vidić Anderson | 2 – 4 | Cahill Baines P. Neville Vaughan Jagielka |  |

## Finale
|                               |                                     |       |               |                                                                          |
| 30 mei 2008 15:00 uur (UTC+0) | Chelsea                             | 2 – 1 | Everton       | Wembley Stadium, Londen Toeschouwers: 89.391 Scheidsrechter: Howard Webb |
| 30 mei 2008 15:00 uur (UTC+0) | Didier Drogba 21' Frank Lampard 72' |       | 1' Louis Saha | Wembley Stadium, Londen Toeschouwers: 89.391 Scheidsrechter: Howard Webb |

## Topscorers
De topscorers van de FA Cup 2008-09 (vanaf de eerste ronde) waren:
| Plaats | Speler               | Club                | Doelpunten |
| ------ | -------------------- | ------------------- | ---------- |
| 1      | Nicolas Anelka       | Chelsea             | 4          |
| 1      | Matt Fryatt          | Leicester City      | 4          |
| 1      | Gary Hooper          | Scunthorpe United   | 4          |
| 1      | Craig Westcarr       | Kettering Town      | 4          |
| 5      | Afonso Alves         | Middlesbrough       | 3          |
| 5      | Michael Ballack      | Chelsea             | 3          |
| 5      | Andy Barcham         | Gillingham          | 3          |
| 5      | Jermaine Beckford    | Leeds United        | 3          |
| 5      | Louis Dodds          | Port Vale           | 3          |
| 5      | Greg Halford         | Sheffield United    | 3          |
| 5      | Matt Harrold         | Wycombe Wanderers   | 3          |
| 5      | Rob Hulse            | Derby County        | 3          |
| 5      | Andrew Johnson       | Fulham              | 3          |
| 5      | Adam Le Fondre       | Rochdale            | 3          |
| 5      | Jack Lester          | Chesterfield        | 3          |
| 5      | Craig Mackail-Smith  | Peterborough United | 3          |
| 5      | Shaun Miller         | Crewe Alexandra     | 3          |
| 5      | James Milner         | Aston Villa         | 3          |
| 5      | Roman Pavljoetsjenko | Tottenham Hotspur   | 3          |
| 5      | Robin van Persie     | Arsenal             | 3          |
| 5      | Steven Thompson      | Burnley             | 3          |

Spelers in het vet zijn nog actief in het toernooi.
Laatst geüpdatet op 17 februari 2009